# ZDF
ЦДФ (ZDF) — 2-я программа телевидения Германии (до 15 декабря 1990 года — только телевидения Западной Германии). Вещание по ней ведётся с 1 апреля 1963 года Вторым германским телевидением.

## История
Вещание по программе ведётся с 1 апреля 1963 года. Первоначально вещание шло ежедневно с 19:30 до 22:00, но уже с конца года вещание стало вестись с 18:30, а с 1969 года включает в себя передачи ранним вечером, с 1981 года стал совместные с АРД предобеденные передачи (до 1999 года — информационные, информационно-развлекательные и тематические, с 1999 года — только информационные и утренние информационно-развлекательные), с 1989 года — — послеобеденные передачи (дневной перерыв в вещании был отменён), с 1992 года — передачи ранним утром, с 5 октября 1996 года — ночные передачи (примерно в этот же период были отменены межпрограммные дикторы).

## Телепередачи
Телегазеты и выпуски новостей:
- с 1963 года «Хойте» (heute) — информационная программа Второго германского телевидения, его утренние (в тележурналах «АРД Моргенмагацин» и «ЦДФ Моргенмагацин» выходит под заголовком «Хойте Экспресс»), ведутся дикторами (вечерний выпуск до 1990-х гг. вёлся журналистами), содержащая бюллетени новостей и репортажи, 10-20 минутные выпуски новостей:
  - с 1981 года — в 09:00 (в 1982—1989 гг. — «Видеотекст фюр алле» («Videotext für alle»), по сути являвшаяся автоматически переключаемым телетекстом), в 1981—1989 гг. — повтор выпуска «Хойте-Журналь» за предыдущий день, до 2012 года чередовались с выпусками «Тагестемен»;
  - с 1981 года — в 12:00 (в 1982—1989 гг. — «Видеотекст фюр алле» («Videotext für alle»)), до 2012 года чередовались с выпусками «Хойте»;
  - с 1989 года[3] — в 14:00;
  - с 1989 года — в 15:00;
  - с 1983 года — в 16:00;
  - в 17:00 (в 1983—1997 гг. «хойте аус ден Лендерн» (heute aus den Ländern));
  - в 19:30
- с 1973 года «Хойте-журналь» (heute-journal) — ежедневная телегазета, информационная программа Второго германского телевидения, её выпуск новостей поздним вечером, содержащая бюллетени новостей (рубрика «Хойте нахрихтен»), репортажи, интервью, комментарии (рубрики «Хойте комментар»), новости спорта (рубрика «Хойте шпорт») и прогноз погоды (рубрика «Хойте веттер»), ведётся журналистами и дикторами, до 1978 года выпуск «Хойте» в 21.00, до этого передавался будничный выпуск «Хойте» поздно вечером с комментариями, до 1992 года только будничная (по выходным вместо неё 10-минутный выпуск «Хойте»[4]);
- с 1994 года «Хойте плюс» (heute+) — ежедневная телегазета, информационная программа Второго германского телевидения, его ночной выпуск новостей, ведётся журналистами и дикторами, до 2015 года называлась «Хойте нахт», ранее вместо неё передавался ночной выпуск программы «Хойте»;
- «ЦДФ Вохенжурналь» — еженедельная телегазета, аналитическая программа Второго германского телевидения, еженедельный получасовой воскресный полуденный выпуск новостей, велась дикторами и журналистами, до 2007 года выходила под заголовком «ТОП 7» («TOP 7»), до 1998 года — «Дизе Вохе» («Diese Woche»), до 1984 года — «Хроник дер Вохэ» («Chronik der Woche»), до 1970-х гг. последняя являлась рубрикой субботнего выпуска «Хойте».

Ежедневные тележурналы
- с 1992 года — «ЦДФ Моргенмагацин» — ежедневный утренний тележурнал, еженедельно чередуется с тележурналом «АРД Моргенмагацин»;
- с 1989 года — «ЦДФ Миттагсмагацин» — ежедневный дневной тележурнал, еженедельно чередуется с тележурналом «ЦДФ Миттагсмагацин».

Международные телепередачи
- с 1973 года — «Аусланджурнал» («auslandsjournal») — еженедельный получасовой международный тележурнал.

Спортивные телепередачи
- «Шпортштудио-Репортаж» (Sportstudio-Reportage) — тележурнал о спорте

Общественно-политические телепередачи
- «Фронталь 21» («Frontal21») — еженедельный 45-минутный общественно-политический журнал.

Прочие программы собственного производства ZDF:
- «ВИЗО» («WISO») — тележурнал об экономике;
- «Аспекте» («Aspekte») — тележурнал о культуре;
- «Лехс Космос» («Leschs Kosmos») — тележурнал о науке;
- «Лойте хойте» («Leute heute») — бульварная телегазета;
- «Халло Дойчланд» («hallo deutschland») — бульварная телегазета;
- «Дрешайбе» («drehscheibe») — бульварная телегазета;
- Volle Kanne — тележурнал;
- Zeugen des Jahrhunderts — интервью;
- «ЦДФ-Фернзегарте» («ZDF-Fernsehgarten») — развлекательная передача;
- Ein guter Grund zu feiern — тележурнал о религиозных праздниках.

Программы, производимые частными телекомпаниями по заказу ZDF:
- Markus Lanz — ток-шоу (производство Mhoch2 TV)
- Maybrit Illner — ток-шоу (производство Gruppe 5 Filmproduktion)
- Da kommst Du nie drauf! — телеигра (производство Bavaria Entertainment)
- Der Quiz-Champion — телеигра (производство Riverside Entertainment GmbH)
- Die Anstalt — сатирическая программа (производство RedSpider Networks)
- Die Helene Fischer Show — музыкальная программа (производство Kimmig Entertainment)
- Die Küchenschlacht — кулинарное шоу (производство Fernsehmacher GmbH & Co. KG)
- Die schönsten Weihnachts-Hits — музыкальная программа (производство TeeVee)
- Heiligabend mit Carmen Nebel — музыкальная программа (производство TeeVee)
- heute-show — сатирическая программа (производство Prime Productions GmbH, Köln)
- Stadt, Land, Lecker — кулинарное шоу (производство Bavaria Entertainment)
- Das Literarische Quartett — программа о литературе (производство Gruppe 5 Filmproduktion)

Прочее
- До 2000 года перед фильмами и частью передач дикторами зачитывалось краткое содержание фильма и программы, а после окончания появлялась плашка с надписью «Das war der…(указывалось название программы или фильма, главные актёры и режиссёр)», после чего закадровым голосом зачитывалось напоминание о фильмах и некоторых передачах которое вскоре выйдут в эфир, в этот же период в виде программной таблицы перед окончанием передач показывалась программа передач на следующий день, после главного выпуска новостей — программа передач на вечер текущего дня;
- В 1986—1996 гг. после окончания передач на канале показывался Гимн Германии;
- До 1996 года после окончания передач показывалась настроечная таблица;
- Современный логотип введён на ZDF в 2001 году. В нём в названии-аббревиатуре канала отражена отсылка к историческому статусу второго канала немецкого (первоначально ФРГ) телевидения — буква Z в круге стилизована под цифру 2.

## Приём
- с 1963 до 1967 года — на дециметровых волнах в стандарте разложения 576i;
- с 1967 года до 2009 года — на дециметровых волнах по системе «ПАЛ» в стандарте разложения 576i;
- с 1 ноября 2002 года — на дециметровых волнах по системе «ДВБ-Т»;
- с 12 февраля 2010 года по системам кабельного и спутникового телевидения — в стандарте разложения 720p.